# Carl von Plomgren
Carl Pontus Gustaf von Plomgren, född 26 mars 1898 i Fors, Södermanland, död 20 augusti 1975, var en svensk advokat och godsägare.
Han var son till överstelöjtnanten Carl-Johan von Plomgren och friherrinnan Anna Lagerbielke (1869–1922) samt bror till ingenjören Gustaf von Plomgren (1906–1993).
Från 1926 var han gift med Sonja von Rieck-Müller (1893–1966) som var dotter till ingenjören Jakob Rieck-Müller och Maria Rieck-Müller. 
Efter studentexamen i Stockholm 1916 studerade von Plomgren juridik och avlade juris kandidatexamen 1922. Han genomförde tingsmeritering 1922–1924 innan han etablerade en egen advokatbyrå i Stockholm 1924. von Plomgren blev ledamot av Advokatsamfundet 1926 och han valdes till styrelseordförande för AB Alfort.
Han var sedan 1927 konsulterande jurist vid Försäkringsanstalten och blev medlem i Svenska Försäkringsföreningen 1930. Den juridiska kompetensen inom föreningen Bostadsrätterna förstärktes när von Plomgren knöts till organisationen. Han arbetade till en början på konsultbasis och producerade mönsterstadgar för bostadsrättsföreningar. Senare kom han under lång tid att arbeta med juridisk rådgivning inom Centralföreningen, och 1956 blev han ordförande i föreningen Bostadsrätterna.. På riksdagens initiativ medverkade han i utredningen för översyn av lagstiftningen om ekonomiska föreningar 1946. 
Som godsägare drev han Måstena, Österby gård från 1944 och Hånö säteri i Tystberga sedan 1962. Han var gården Måstenas siste fideikommissarie. von Plomgren finns med i Otto Adelborgs notis- och klippsamling.